# مقسم الجهد كيلفن-فارلي
مقسم الجهد كيلفن-فارلي (بالإنجليزية: Kelvin Varley voltage divider) سُمي نسبة إلى مخترعيه وليام طومسون اللورد كلفن وكرومويل فليتوود فارلي. هو دائرة إلكترونية تُستخدم لتوليد جهد خرج كنسبة دقيقة من جهد الدخل بدقة تصل إلى عدة عقود عشرية، في الواقع يُعتبر هذا المقسم محولًا رقميًا عالي الدقة ويعتمد في عمله على مبادئ كهروميكانيكية.  
يُستخدم هذا المقسم في قياسات الجهد الدقيقة ضمن مختبرات المعايرة وعلم القياس حيث يمكنها تحقيق دقة تصل إلى 0.1 جزء في المليون أي خطأ 1 في 10 ملايين.

## تركيب الدائرة

مقسم كيلفن–فارلي مضبوط على القيمة 0.2073

يتكون مقسم كيلفن-فارلي من سلسلة مقاومات متصلة على التوالي تحتوي على نقطة توصيل، العيب الأساسي في هذا التصميم هو أن دقة بمعدل جزء من 1000 تتطلب 1000 مقاومة دقيقة.
للتغلب على هذا العيب يستخدم المقسم مخططًا متكررًا حيث تتكون المراحل المتسلسلة من إحدى عشرة مقاومة دقيقة توفر مرتبة عشرية واحدة من الدقة في كل مرحلة على سبيل المثال فإن توصيل ثلاث مراحل بالتسلسل يتيح اختيار نسبة قسمة من 0 إلى 1 بخطوات مقدارها 0.001.
كل مرحلة من المقسم تتكون من سلسلة مقاومات متساوية في القيمة تحتوي على نقطة توصيل لنفترض أن قيمة كل مقاومة في المرحلة رقم i هي Ri أوم في المرحلة العشرية سيكون هناك إحدى عشرة مقاومة اثنتان من تلك المقاومات سيتم تجاوزهما بواسطة المرحلة التالية والتي تصمم بحيث يكون لها مقاومة دخل قدرها 2 Ri هذا الخيار في التصميم يجعل المقاومة الفعالة للجزء الذي يتجاوزه تساوي Ri وتكون مقاومة الدخل الناتجة للمرحلة رقم i هي 10 Ri.
في تصميم مقسم كلفن فارلي العشري البسيط تقل مقاومة كل مرحلة بمقدار معامل قدره  5 : Ri+1 = Ri ÷ 5 ، وقد تستخدم المرحلة الأولى مقاومات بقيمة 10 أوم والمرحلة الثانية 2 أوم والمرحلة الثالثة 400 أوم والمرحلة الرابعة 80 أوم والمرحلة الخامسة 16 أوم.